# Children's Overseas Reception Board

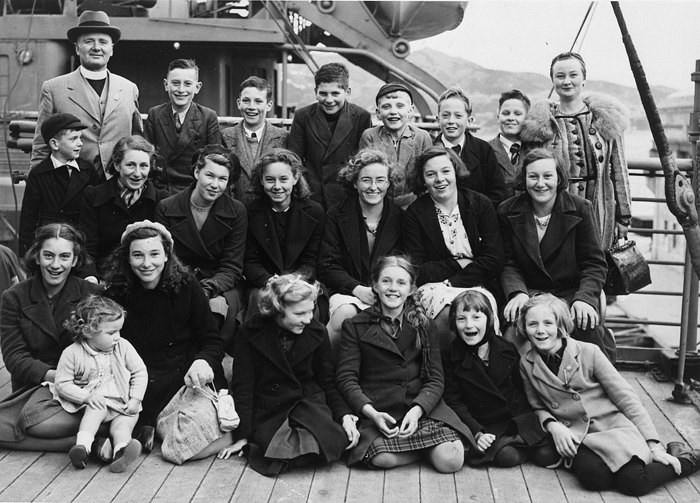
Groupe d'enfants britanniques évacués vers la Nouvelle-Zélande

Le Children's Overseas Reception Board (CORB), ou Comité de réception à l'étranger des enfants, était une organisation britannique qui entre juillet et septembre 1940 a évacué des enfants britanniques du Royaume-Uni afin d'échapper au Blitz (et la Seconde Guerre mondiale, plus généralement). Les enfants ont principalement été envoyés au Canada, mais aussi en Australie, en Nouvelle-Zélande et en Afrique du Sud. Dans les premiers mois plus de 210 000 enfants ont été enregistrés dans le cadre de ce programme.
Après que le Ville de Bénarès a été coulé par une torpille allemande le 17 septembre 1940, tuant au moins 70 des 90 enfants à bord, le programme d'évacuation à l'étranger a stoppé. À cette époque, le Children's Overseas Reception Board avait évacué 2 664 enfants, qui devinrent connus sous le nom de « Seaevacuees » (évacués par la mer), sur une période de trois mois. Le Canada a reçu la majeure partie d'entre eux : 1 532 en neuf fois. Trois convois embarquèrent pour l'Australie, avec un total de 577 enfants, tandis que 353 allèrent en Afrique du Sud en deux fois et 202 en Nouvelle-Zélande, de nouveau en deux fois. 24 000 enfants supplémentaires avaient été prévus pour être envoyés dans les colonies à ce moment, et plus de 1 000 accompagnateurs, y compris des médecins et des infirmières, s'étaient enrôlés. À son apogée, le CORB employait quelque 620 personnes.
Les parents riches ont continué à envoyer leurs enfants vers des pays sûrs. On estime que durant les deux premières années de la guerre près de 14 000 enfants ont été envoyés dans les pays CORB par des moyens privés.